# São Paulo Futebol Clube 1992
Questa voce raccoglie le informazioni riguardanti il São Paulo Futebol Clube nelle competizioni ufficiali della stagione 1992.

## Stagione
Quella 1992 è una stagione ricca di successi per il San Paolo. Il club brasiliano inizia l'anno con il campionato nazionale: la prima gara stagionale è quella con il Santos, il 29 gennaio 1992. Nella Série A il San Paolo supera il primo turno grazie al 6º posto su 20 squadre, ma nella seconda fase il Tricolor Paulista viene eliminato a causa del 3º posto su 4 partecipanti al girone. Il Campionato Paulista inizia a luglio: il San Paolo si classifica 1º nella gruppo A, e accede alla seconda fase: avendo vinto il gruppo anche in questo turno, passa in finale, dove affronta il Palmeiras. Le due gare si disputano il 5 e 20 dicembre: il San Paolo le vince entrambe, e ottiene il titolo statale.
In campo internazionale il San Paolo vince 2 delle 3 competizioni cui prende parte. In Libertadores ottiene la qualificazione agli ottavi in virtù del secondo posto nel gruppo 2, dietro al Criciúma e davanti al Bolívar. Agli ottavi il club brasiliano supera con due vittorie il Nacional di Montevideo; ai quarti il Criciúma, con la vittoria nella gara d'andata e il pareggio in quella di ritorno. In semifinale il Barcelona S.C. è battuto per 3-0 all'andata: il ritorno, il 3 giugno, vede gli ecuadoriani vincere per 2-0, ma il risultato non è sufficiente e il San Paolo passa il turno, arrivando in finale. Per superare gli argentini del Newell's Old Boys si rendono necessari i tiri di rigore, che finiscono 3-2 per il San Paolo. La vittoria in Libertadores permette al club tricolore di accedere all'Intercontinentale: il Barcellona è superato grazie alla doppietta di Raí, che rimonta il gol di Stoichkov. La Supercoppa Sudamericana termina ai quarti di finale: agli ottavi il San Paolo elimina il Santos, ma ai quarti cede due volte all'Olimpia di Asunción.

## Maglie e sponsor
| Casa | Trasferta |

## Rosa
| N. |                    | Ruolo | Calciatore     |
| -- | ------------------ | ----- | -------------- |
|    | Brasile (bandiera) | P     | Alexandre      |
|    | Brasile (bandiera) | P     | Marcos         |
|    | Brasile (bandiera) | P     | Rogério Ceni   |
|    | Brasile (bandiera) | P     | Zetti          |
|    | Brasile (bandiera) | D     | Adílson        |
|    | Brasile (bandiera) | D     | Antônio Carlos |
|    | Brasile (bandiera) | D     | Cafu           |
|    | Brasile (bandiera) | D     | Gilmar         |
|    | Brasile (bandiera) | D     | Ivan           |
|    | Brasile (bandiera) | D     | Marcos Adriano |
|    | Brasile (bandiera) | D     | Nelsinho       |
|    | Brasile (bandiera) | D     | Ronaldão       |
|    | Brasile (bandiera) | D     | Ronaldo Luís   |
|    | Brasile (bandiera) | D     | Válber         |
|    | Brasile (bandiera) | D     | Vítor          |
|    | Brasile (bandiera) | C     | Dinho          |

| N. |                    | Ruolo | Calciatore      |
| -- | ------------------ | ----- | --------------- |
|    | Brasile (bandiera) | C     | Eraldo          |
|    | Brasile (bandiera) | C     | Mona            |
|    | Brasile (bandiera) | C     | Palhinha        |
|    | Brasile (bandiera) | C     | Pintado         |
|    | Brasile (bandiera) | C     | Raí             |
|    | Brasile (bandiera) | C     | Sídnei          |
|    | Brasile (bandiera) | C     | Suélio          |
|    | Brasile (bandiera) | C     | Toninho Cerezo  |
|    | Brasile (bandiera) | A     | Catê            |
|    | Brasile (bandiera) | A     | Cláudio Moura   |
|    | Brasile (bandiera) | A     | Elivélton       |
|    | Brasile (bandiera) | A     | Gilmar Estevam  |
|    | Brasile (bandiera) | A     | Natanael Macedo |
|    | Brasile (bandiera) | A     | Müller          |
|    | Brasile (bandiera) | A     | Rinaldo         |

## Statistiche

### Statistiche di squadra
| Competizione            | Punti | Totale | Totale | Totale | Totale | Totale | Totale |
| Competizione            | Punti | G      | V      | N      | P      | Gf     | Gs     |
| ----------------------- | ----- | ------ | ------ | ------ | ------ | ------ | ------ |
| Campionato nazionale    | 25    | 28     | 10     | 7      | 8      | 28     | 23     |
| Campionato Paulista     | 34    | 52     | 21     | 9      | 4      | 63     | 29     |
| Libertadores            | 14    | 19     | 8      | 3      | 3      | 20     | 9      |
| Supercoppa Sudamericana | 4     | 3      | 1      | 1      | 2      | 6      | 5      |
| Totale                  | 77    | 102    | 40     | 20     | 17     | 117    | 67     |